# Bomarea alstroemerioides
Bomarea alstroemerioides là một loài thực vật có hoa trong họ Alstroemeriaceae. Loài này được Hofreiter & E.Rodr. mô tả khoa học đầu tiên năm 2004.